# ボッリアーナ
ボッリアーナ（伊: Borriana）は、イタリア共和国ピエモンテ州ビエッラ県にある、人口約900人の基礎自治体（コムーネ）。

## 地理

### 位置・広がり

#### 隣接コムーネ
隣接するコムーネは以下の通り。
- チェッリオーネ
- モングランド
- ポンデラーノ
- サンディリアーノ
- ズビエーナ